# Mohsin Hamid
Pour les articles homonymes, voir Hamid.
Œuvres principales
- L’Intégriste malgré lui

Mohsin Hamid (ourdou : محسن حامد), né le 23 juillet 1971 à Lahore, est un écrivain pakistanais naturalisé britannique.

## Œuvres

### Romans
- Partir en fumée, Stock, coll. « La Cosmopolite », 2001 ((en) Moth Smoke, 2000), trad. Bernard Turle, 305 p.  (ISBN 2-234-05389-7)
- L’Intégriste malgré lui, Denoël, coll. « Denoël & d'ailleurs », 2007 ((en) The Reluctant Fundamentalist, 2007), trad. Bernard Cohen, 201 p.  (ISBN 978-2-207-25907-8)
- Comment s’en mettre plein les poches en Asie mutante[2], Grasset, coll. « Littérature Étrangère », 2014 ((en) How to Get Filthy Rich in Rising Asia, 2013), trad. Bernard Cohen, 256 p.  (ISBN 978-2-246-80782-7)
- Exit West, Grasset, coll. « En lettres d'ancre », 2018 ((en) Exit West, 2017), trad. Bernard Cohen, 208 p.  (ISBN 978-2-246-81229-6)
- Le Dernier homme blanc, Grasset, coll. « En lettres d'ancre », 2023 ((en) The Last White Man, 2022), trad. Colin Reingewirtz, 200 p.  (ISBN 978-2-246-83272-0)

### Autres
- Correspondances étrangères. Dépêches de Lahore, New York & Londres, Grasset, coll. « Littérature Étrangère », 2016 ((en) Discontent and Its Civilisations: Despatches from Lahore, New York & London, 2014), trad. Bernard Cohen, 272 p.  (ISBN 978-2-246-85705-1)

## Adaptation au cinéma
- The Reluctant Fundamentalist (L'Intégriste malgré lui), réalisé par Mira Nair, 2012[3]